# Émile Cartailhac
Émile Cartailhac, né à Marseille le 15 février 1845 et mort à Genève le 26 novembre 1921, est un préhistorien français qui a contribué à faire admettre l'existence d'un art pariétal paléolithique après l'avoir mise en doute.
Il fut le premier à enseigner l'archéologie préhistorique dès 1882.

## Biographie

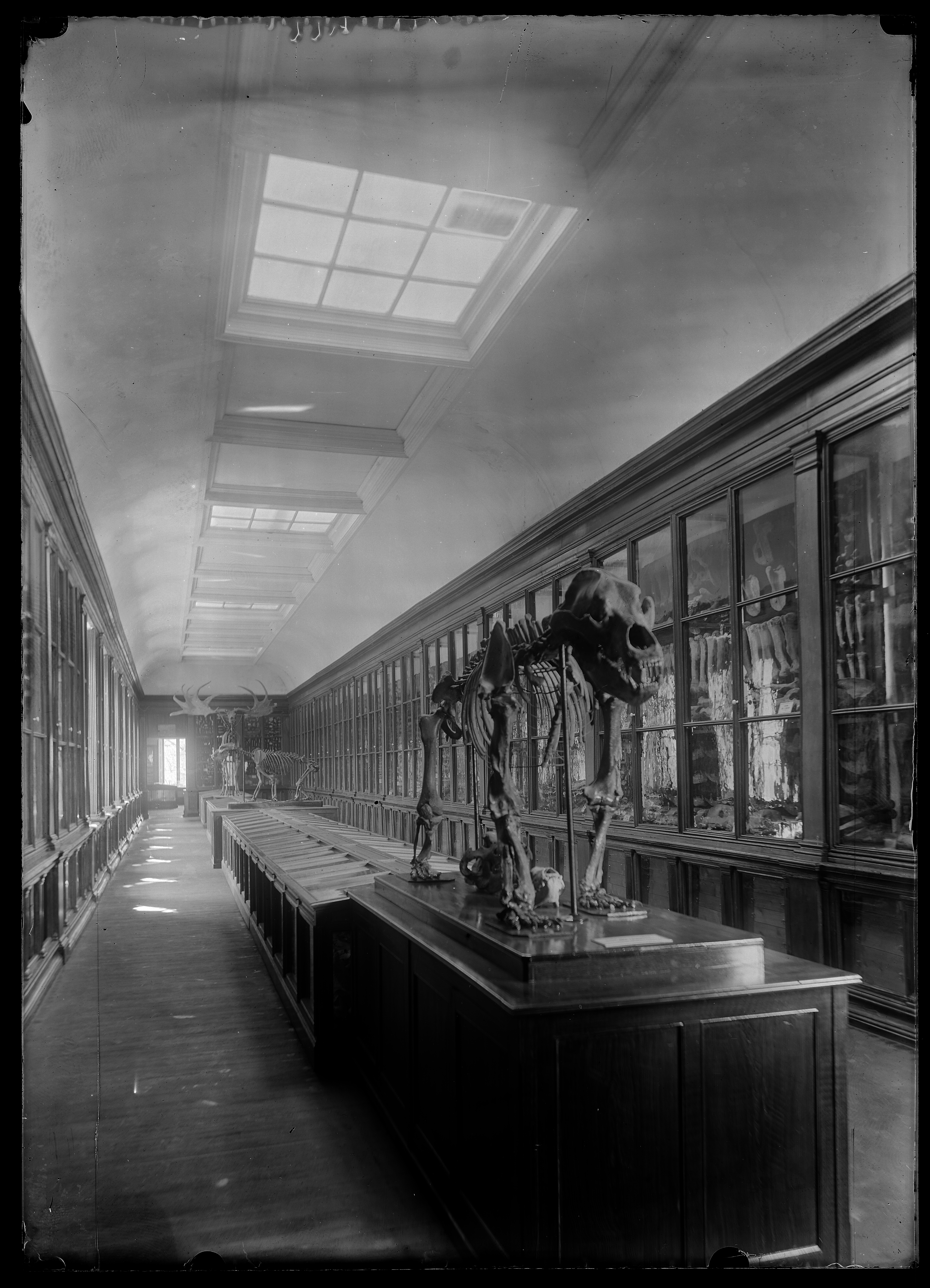
La galerie des cavernes Eugène Trutat, MHNT

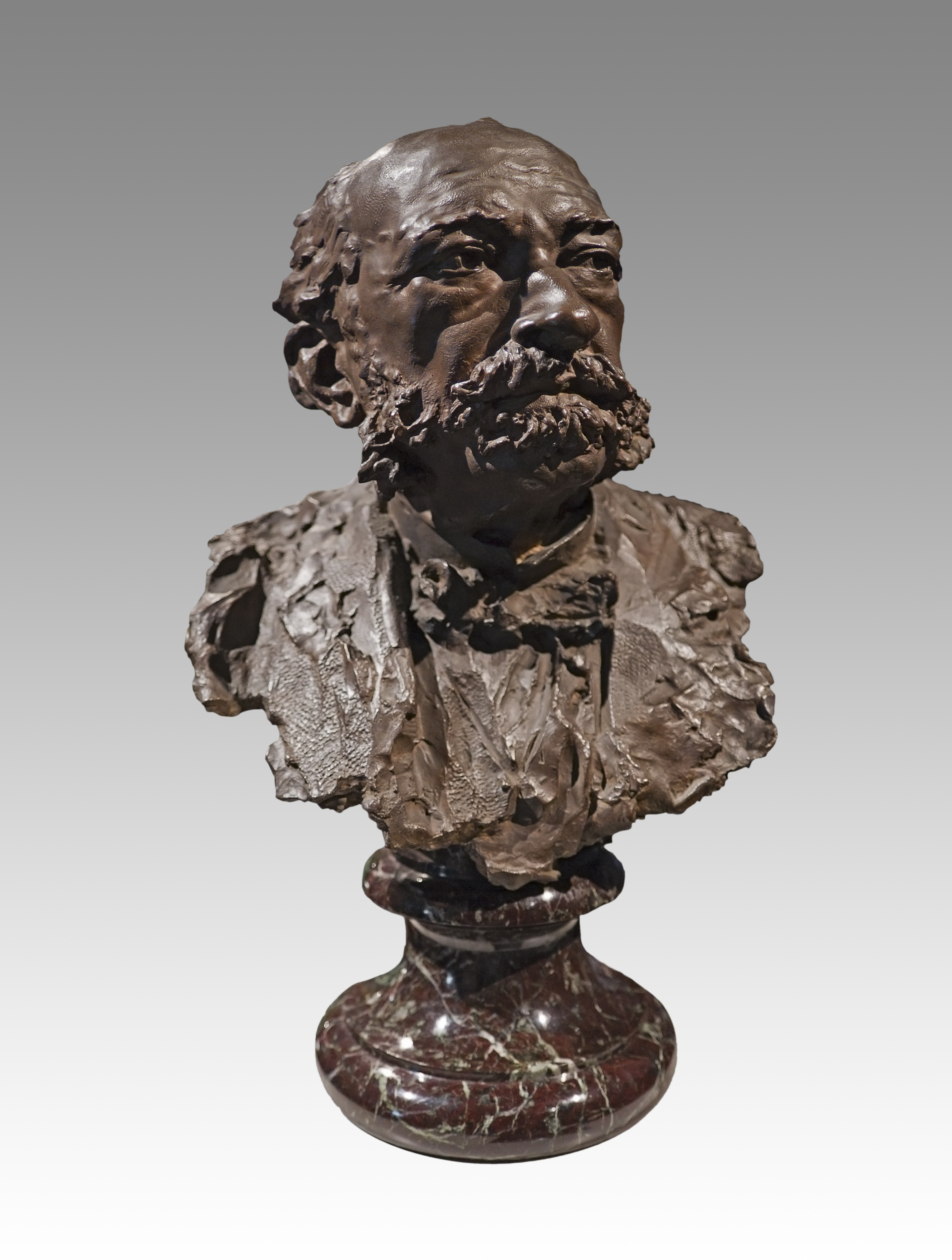
Bronze par Victor Segoffin - Muséum de Toulouse

Son père, inspecteur des douanes, est muté à Lyon où la famille s'installe pendant quelques années. Les études du jeune Cartailhac se déroulent dans cette ville. En 1860, à la retraite de son père, la famille s'installe à Toulouse ; il intègre le lycée Pierre-de-Fermat. Bien qu’il étudie le droit, il est attiré très jeune par la préhistoire, qui est alors une discipline naissante. Il y est sensibilisé par son parent Armand de Quatrefages, naturaliste, professeur au Muséum national d'histoire naturelle de Paris. Il emploie ses loisirs à la fouille de dolmens en Aveyron, la famille ayant une propriété à Saint-Affrique. Il intègre dès l'âge de 20 ans plusieurs sociétés savantes toulousaines, dont la Société de sciences naturelles et d’archéologie.
En 1865, Édouard Filhol ouvre au public les collections du muséum de Toulouse. Émile Cartailhac travaille avec Eugène Trutat (futur conservateur en chef) et Jean-Baptiste Noulet pour fonder « la galerie des cavernes » qui est la première au monde à exposer du mobilier préhistorique. En 1867, il est l'adjoint d'Édouard Lartet (paléontologue) et de Gabriel de Mortillet (préhistorien) chargés d’aménager la section de préhistoire à l’exposition universelle de Paris.
En 1868, il accède au barreau mais y renonce aussitôt pour s’adonner à ses recherches sur la préhistoire, ses rentes étant suffisantes pour subvenir à ses besoins.
En 1869, après l'avoir rachetée pour 2 000 francs, il prend la direction de la revue Matériaux pour l'histoire positive et philosophique de l'homme, créée par Gabriel de Mortillet. Associé à Eugène Trutat, il modifie l'orientation et le titre de la revue qui devient Matériaux pour l'histoire naturelle et primitive de l'homme.
En 1879, avec l'ensemble de la communauté scientifique française, Cartailhac réfute l'authenticité des peintures de la grotte d'Altamira.
En 1882, il est le premier à enseigner l’archéologie préhistorique, d’abord à la faculté des sciences de Toulouse puis à la faculté des lettres en 1890. Ses cours ne s’arrêtent qu'à sa mort en 1921. Il eut comme assistant durant cette période Marcellin Boule.
En 1888, il se rend dans les îles Baléares et procède, avec l'aide d'experts et d'amateurs locaux, à un recensement de tous les monuments préhistoriques visibles (talayots, taulas, navetas, grottes...). Il ne fouille aucun site mais accumule une riche documentation (descriptions, dessins et photos) qui lui serviront pour la publication en 1892 d'un ouvrage sur les Monuments primitifs des îles Baléares, ouvrage qui fait encore référence aujourd'hui compte tenu de sa richesse. La plus célèbre maison cercle du site de Torre d'en Galmés a d'ailleurs été baptisée « cercle Cartailhac » en son honneur.
En 1897, il est élu mainteneur de l'Académie des Jeux floraux. Après avoir aménagé le Musée Saint-Raymond à Toulouse, il en devient directeur en 1912.
En 1902 il reconnaît son erreur dans l'interprétation des peintures d'Altamira, aidé en cela par les découvertes françaises d'Henri Breuil, et publie son célèbre Mea culpa : « Les cavernes ornées de dessins. La grotte d’Altamira, Espagne. « Mea culpa » d’un sceptique ». Il contribue par la suite à la reconnaissance de l’importance de l’art paléolithique, notamment en étudiant de nombreuses grottes ornées dont Marsoulas, Niaux ou Gargas. Pour l’étude de la grotte de Marsoulas, il fait appel à Henri Breuil et joue un rôle important dans le parcours de ce dernier.
En 1920, Émile Cartailhac contribue également à la création de l’Institut de paléontologie humaine à Paris.
Le dernier volume du Dictionnaire archéologique de la Gaule, dont il avait repris le projet en 1894, est publié en 1923 après sa mort (en 1921).

## Cartailhac et Altamira
Le scepticisme vis-à-vis de l'authenticité d'Altamira chez un savant de la compétence et de l'honnêteté de Cartailhac s'explique par le fait qu'à l'époque les faux pullulaient et que seule la critique interne permettait de les déceler : les techniques scientifiques ne permettaient pas encore autre chose. Quand, en 1857, le naïf Michel Chasles présenta à l'Académie des sciences des lettres de Pascal pour montrer que ce dernier avait formulé avant Newton le principe de l'attraction universelle, un savant anglais n'alla pas pour le réfuter faire analyser l'encre et le papier : il montra que ces lettres faisaient état de mesures astronomiques effectuées bien après la mort de Pascal. Cartailhac montra, de la même façon, que les découvertes d'Altamira allaient contre tout ce qui était établi à l'époque, et ce n'était pas déraisonnable. Comment ne pas trouver convaincantes les explications d'Édouard Harlé, publiées en 1881 ?

« Le sol au-dessous des peintures a été bouleversé par les fouilles, aussi son examen n'a fourni aucun argument. […] L'ocre rouge est commune dans le pays. On l'emploie à badigeonner les maisons. […] Les incrustations qui recouvrent certains dessins sont beaucoup trop minces pour conclure à une grande antiquité. La paroi très rugueuse sur laquelle sont tracés les quadrillages est en roche vive ; cette paroi s'est donc dégradée par effritement, et comme les quadrillages sont intacts, c'est une preuve qu'ils ne remontent pas à une très grande antiquité,. »

Dans son « Mea culpa d'un sceptique », Cartailhac explique sa méfiance en disant : « C'était absolument nouveau et étrange », mais il se range à ce grand principe scientifique : « Il faut s'incliner devant la réalité d'un fait », et après avoir convenu que « ces formes étranges qui étonnaient à juste titre M. Harlé […] continuent de nous étonner », il ajoute « mais qu'importe ! ». C'était prendre congé de l'esprit de Marcellin Berthelot, savant considérable mais parfois naïf et qui n'avait pas craint d'écrire : « Le monde est désormais sans mystère ». Cartailhac adopte le point de vue moderne en disant : « notre science, comme les autres, écrit une histoire qui ne sera jamais terminée, mais dont l'intérêt augmente sans cesse. » Sur cet article, les opinions varient aujourd'hui. Kleibl (1978) le loue comme « un des plus beaux moments de la préhistoire » et un « article courageux, [où l'auteur] ne montre aucune peur de porter atteinte à son « crédit professionnel » » ; Lewis-Williams (2002) au contraire écrit à ce sujet qu'il s'agit d'une attitude opportuniste et calculée, utilisée par Cartailhac au moment où sa position antérieure n'était plus tenable.
Ce scepticisme vient aussi de l'anticléricalisme militant de préhistoriens éminents, tels Mortillet, Lartet ou l'anglais Christy, dont le parti positiviste et matérialiste lutte contre le parti clérical hostile à l'ancienneté de l'homme préhistorique (l'homme antédiluvien de Boucher de Perthes). Les luttes idéologiques contaminent alors la recherche dominée par la théorie de l'art pour l'art des premiers préhistoriens qui pensaient que tout avait commencé par le plaisir de dessiner ou de sculpter, ce qui explique le scepticisme de Cartailhac devant les peintures d'Altamira, le savant ayant peur qu’il ne s’agisse d’un piège tendu par les Jésuites espagnols pour discréditer les préhistoriens.
Une fois publié son mea culpa, Cartailhac tient à étudier lui-même la grotte et réussit, par l'intermédiaire d'amis, à intéresser le prince Albert Ier de Monaco pour qu'il finance les impressions nécessaires.

## Œuvres
- [1880] Henri Martin, Gabriel de Mortillet, Salmon, Chantre, Émile Cartailhac et Louis Leguay, « Inventaire des monuments mégalithiques de France », Bulletin de la Société d'Anthropologie de Paris, no 3,‎ 1880, p. 64-131 (lire en ligne [sur persee]).
- [1889] Émile Cartailhac, La France préhistorique d'après les sépultures et les monuments, Paris, éd. Félix Alcan, coll. « Bibliothèque scientifique internationale », 1889 (présentation en ligne).
- [1889] Émile Cartailhac et Marcellin Boule, La Grotte de Reilhac (Causses du Lot) : étude ethnographique, étude géologique et paléontologique, Lyon, Pitra Ainé, 1889, 69 p. (lire en ligne).
- [1892] Émile Cartailhac, Monuments primitifs des îles Baléares, Toulouse, Privat, 1892, 80 p. (lire en ligne)
- [1902] Émile Cartailhac, « Les cavernes ornées de dessins. La grotte d’Altamira, Espagne. « Mea culpa » d’un sceptique », L'Anthropologie, t. 13,‎ 1902, p. 348-354 (lire en ligne [sur archive.org], consulté le 20 avril 2019).
- [1903] Émile Cartailhac et Henri Breuil, « Les peintures préhistoriques de la grotte d'Altamira à Santillana (Espagne). Note de M. Émile Cartailhac, correspondant de l'Académie, et de M. l’abbé H. Breuil », Comptes-rendus des séances de l'Académie des Inscriptions et Belles-Lettres, vol. 47, no 3,‎ 1903, p. 256-264 (lire en ligne [sur persée]).
- [1904] Émile Cartailhac, « Les peintures préhistoriques de la caverne d'Altamira », Conférence faite au Musée Guimet, Paris, Leroux,‎ 1904 (présentation en ligne, lire en ligne [sur documents.univ-toulouse.fr]).
- [1905] Émile Cartailhac et Henri Breuil, « Les peintures et gravures murales des cavernes pyrénéennes. Altamira de Santillane et Marsoulas », L'Anthropologie, t. 15, no pages= 625,‎ 1905 (présentation en ligne, lire en ligne [sur documents.univ-toulouse.fr]).
- [1906] Émile Cartailhac et Henri Breuil, La caverne d'Altamira à Santillana, près de Santander (Espagne) (1er volume de la série des Peintures et gravures murales des cavernes paléolithiques, publiée sous les auspices du Prince de Monaco), Monaco, 1906, 287 p..
- Émile Cartailhac, « Eloge de M. Jules de Lahondès », Recueil de l'Académie des jeux floraux, Toulouse, Frères Douladoure,‎ 1920 (lire en ligne)
- [1925] Émile Cartailhac, Notes sur Toulouse : guide du touriste et de l'archéologue, Toulouse, E. Privat, 1925, 207 p., sur u-bordeaux-montaigne.fr (lire en ligne).

Collection Cartailhac au Muséum de Toulouse.
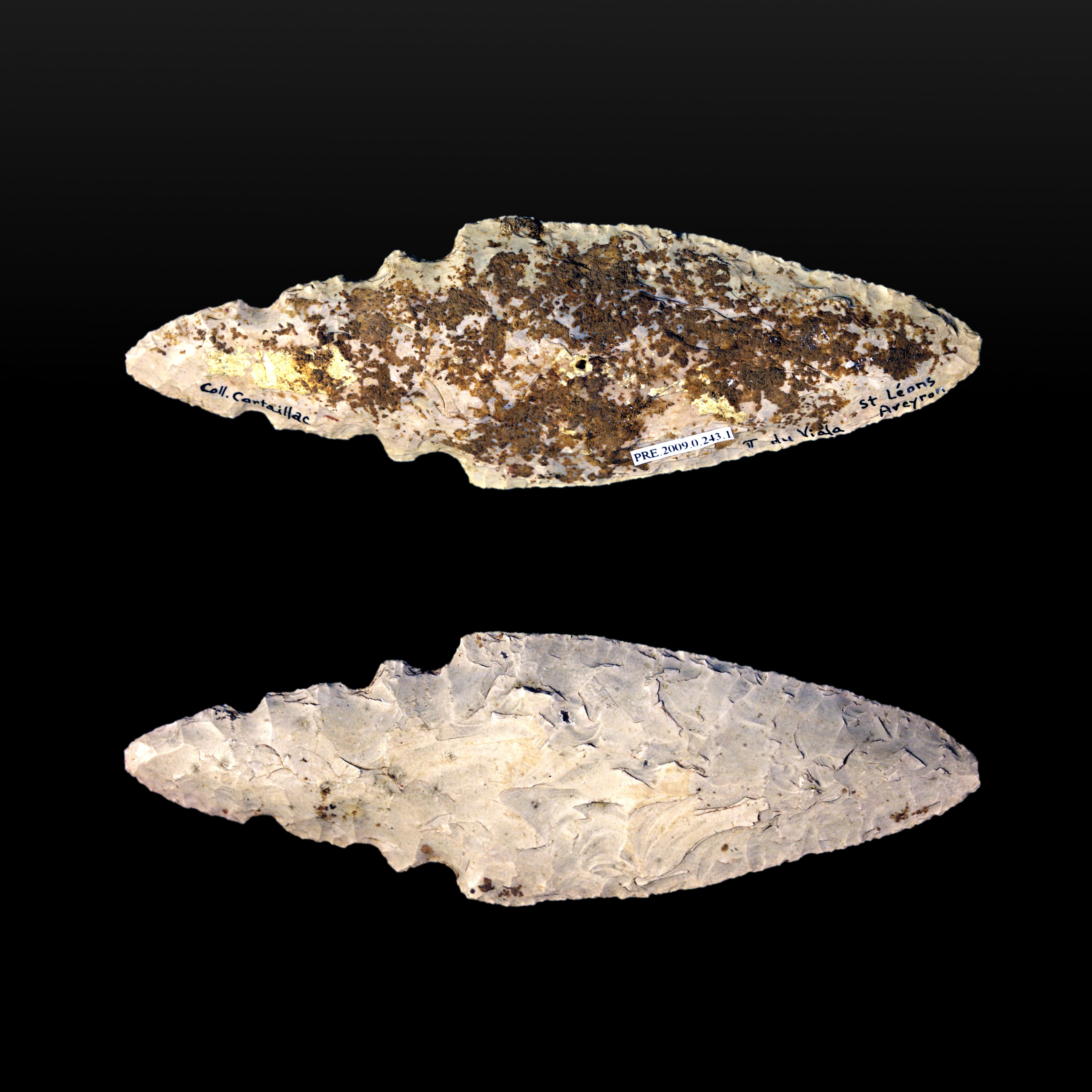
Poignard en silex du chalcolithique
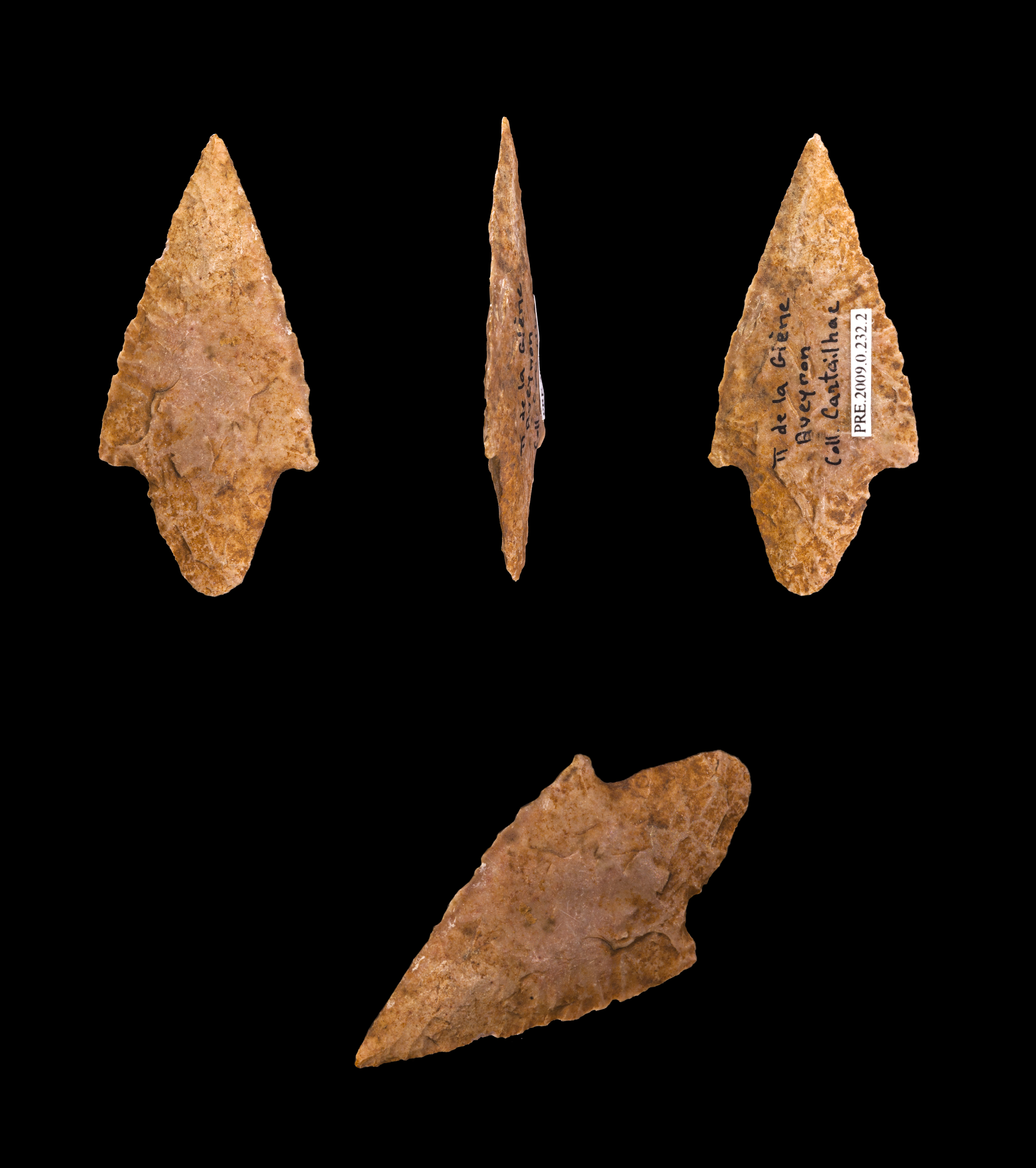
Pointe de flèche du Néolithique
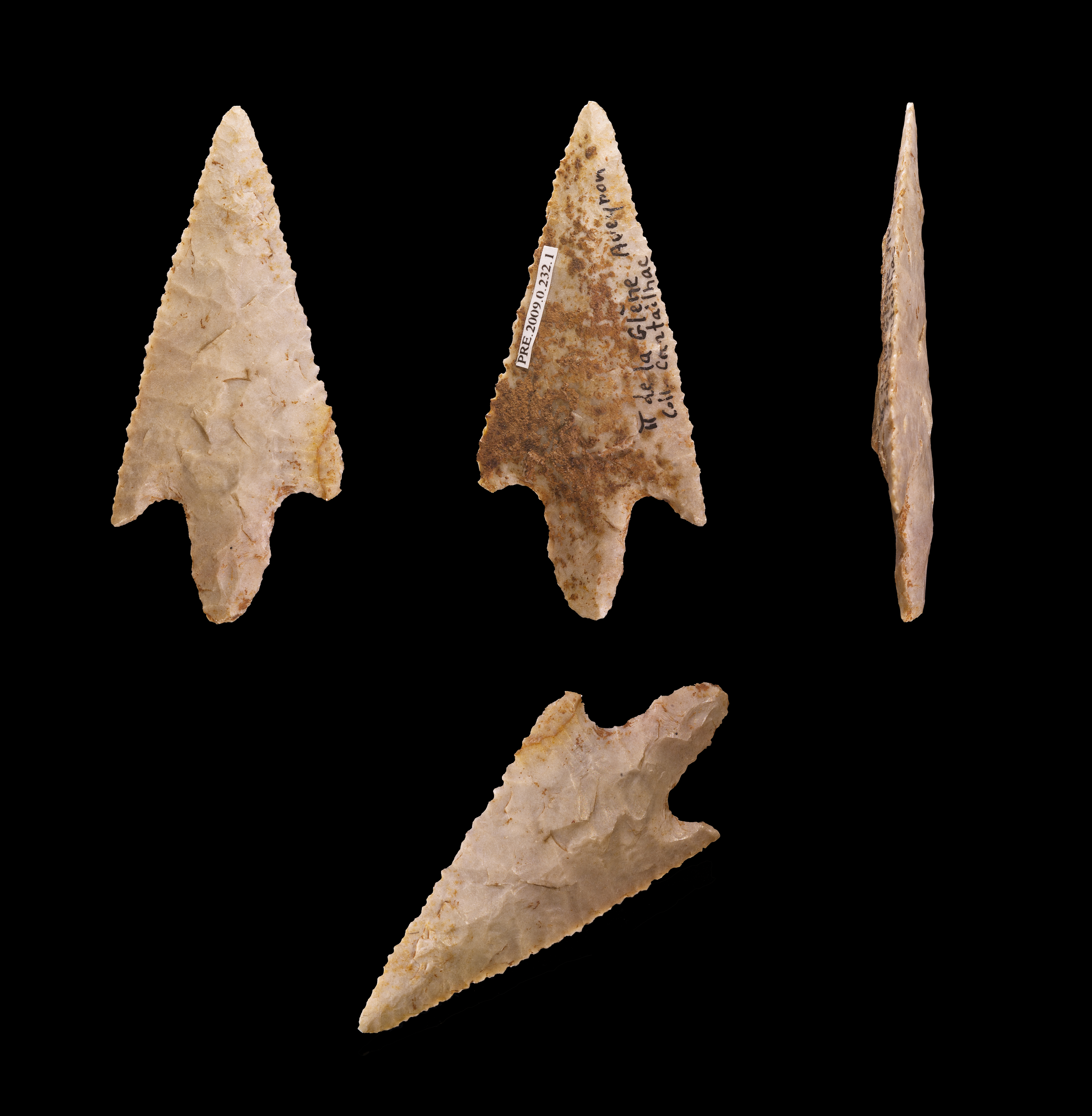
Pointe de flèche du Néolithique
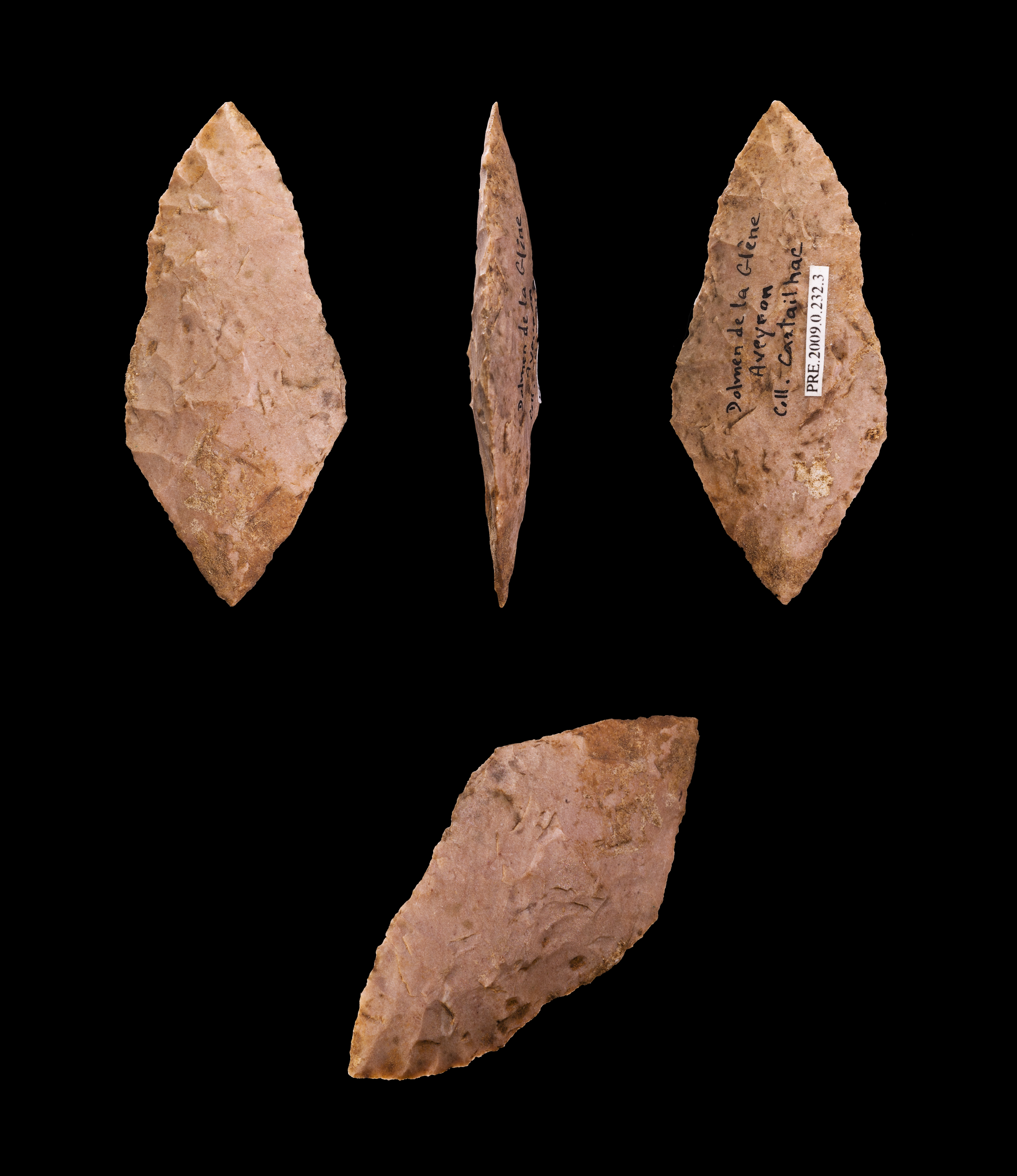
Pointe de flèche du Néolithique

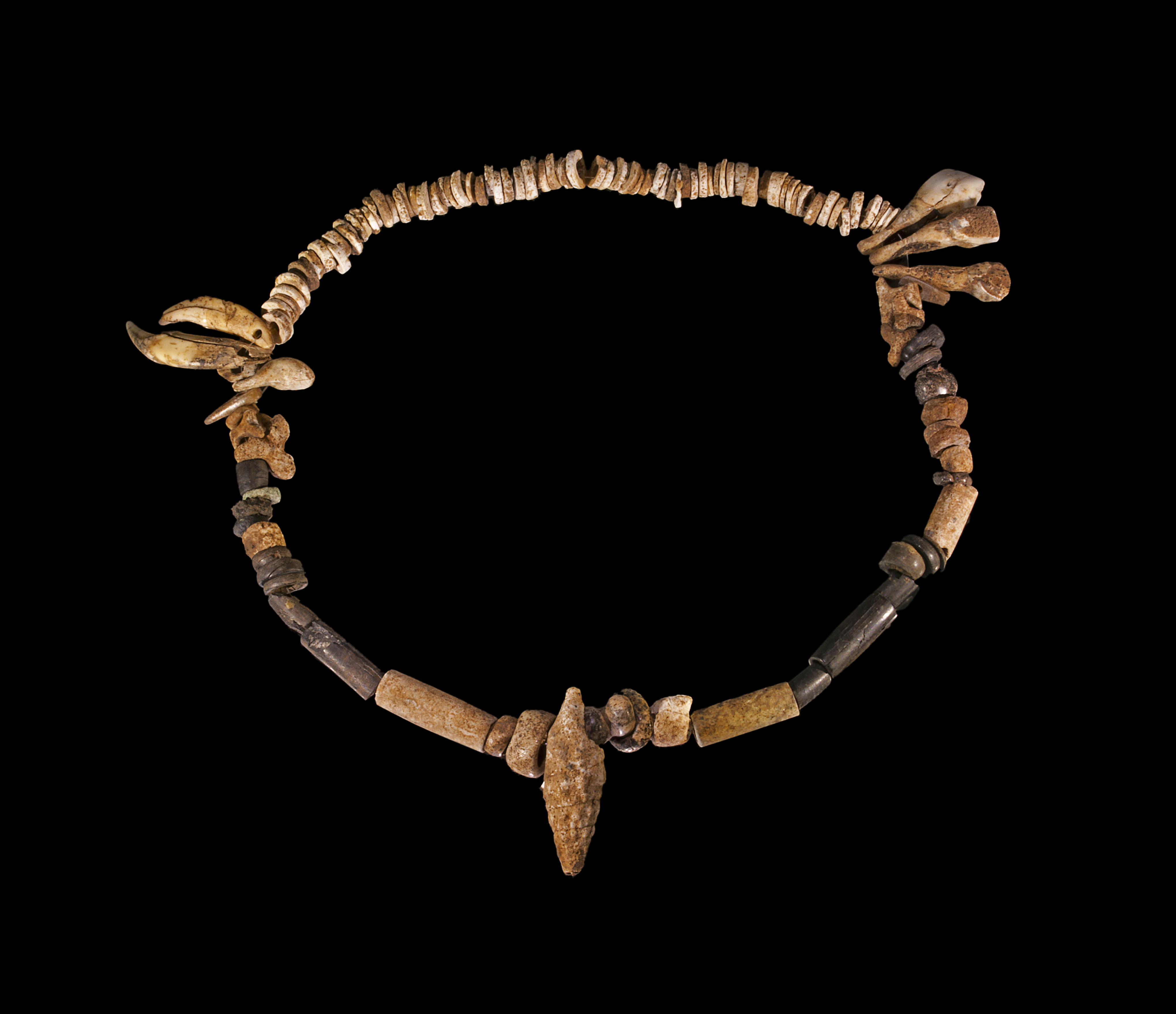
Collier de l'âge du bronze
Collier de l'âge du bronze en talc
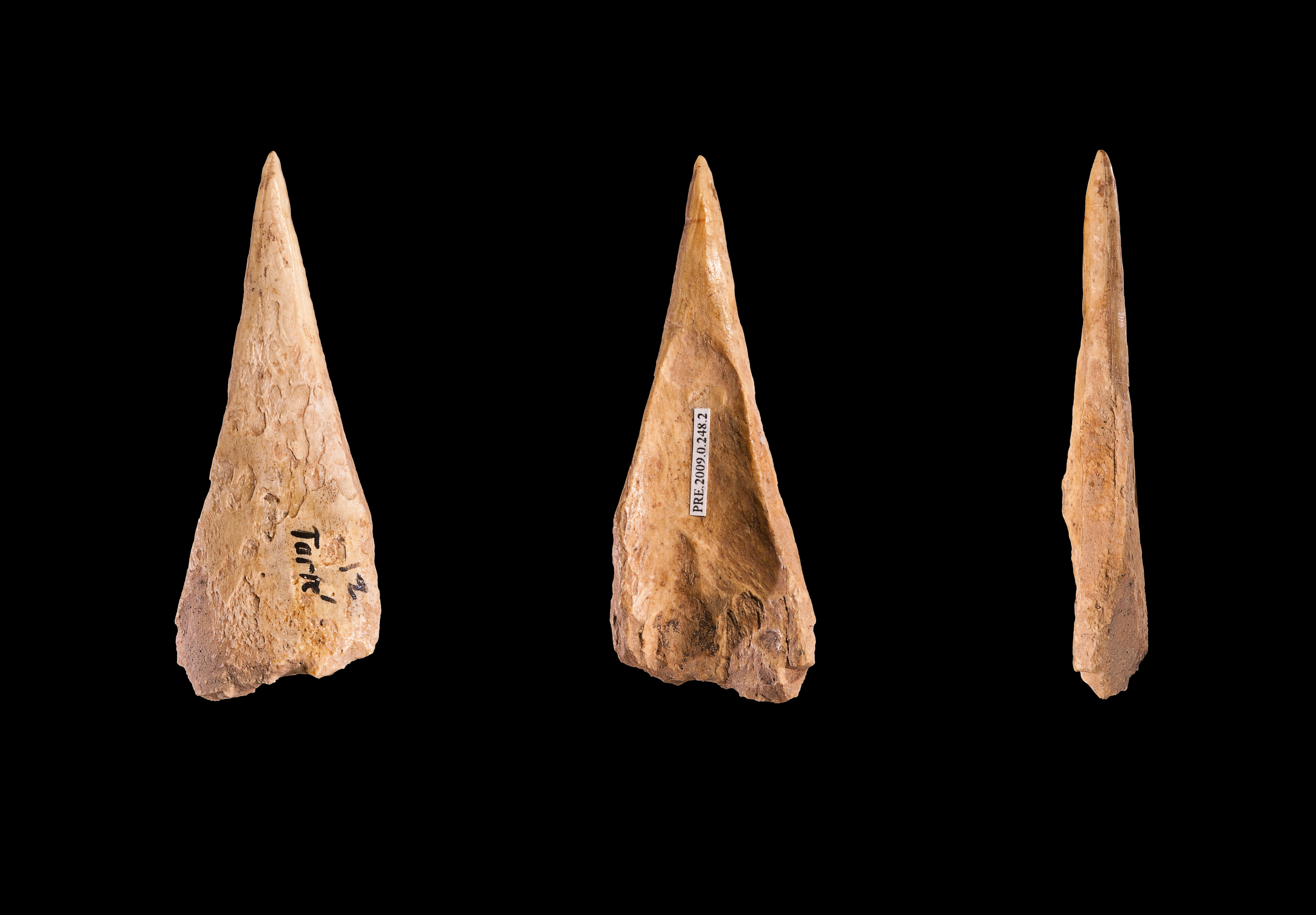
Poinçon en os de Tarté

## Distinctions
- Officier de la Légion d'honneur (2 avril 1912)[9]

## Hommage
Une rue de Toulouse porte son nom, à proximité de son domicile, rue de la Chaîne (actuel no 7), et du musée Saint-Raymond, place Saint-Sernin.
La bibliothèque du muséum de Toulouse porte également son nom.